# Acnemia braueri
Acnemia braueri är en tvåvingeart som beskrevs av Gabriel Strobl 1895. Acnemia braueri ingår i släktet Acnemia och familjen svampmyggor. Inga underarter finns listade i Catalogue of Life.